# 邹景扬
鄒景揚（1744年—1809年），字克襄。為武舉人，坊號大德堂。
鄒可庭之子。早年師從鄒雲亭，乾隆年間擔任平和縣守備。著有《雲林別墅新輯酬世錦囊家禮集成》。